# Breedbeeld (televisie)
Met breedbeeld wordt meestal de televisietechniek bedoeld die een breed beeld heeft. Maar ook in de filmwereld en computers wordt breedbeeld gebruikt. Een breedbeeld televisie heeft een verhouding (aspect ratio) van 16:9. Het voordeel van breedbeeld is dat de beeldverhouding van lengte en breedte goed overeenkomt met de beeldverhouding van onze eigen ogen.
Het 4:3-formaat, dat eerder voor televisie werd gebruikt, is bijna vierkant, terwijl onze ogen veel meer in de breedte kunnen waarnemen.

## Geschiedenis

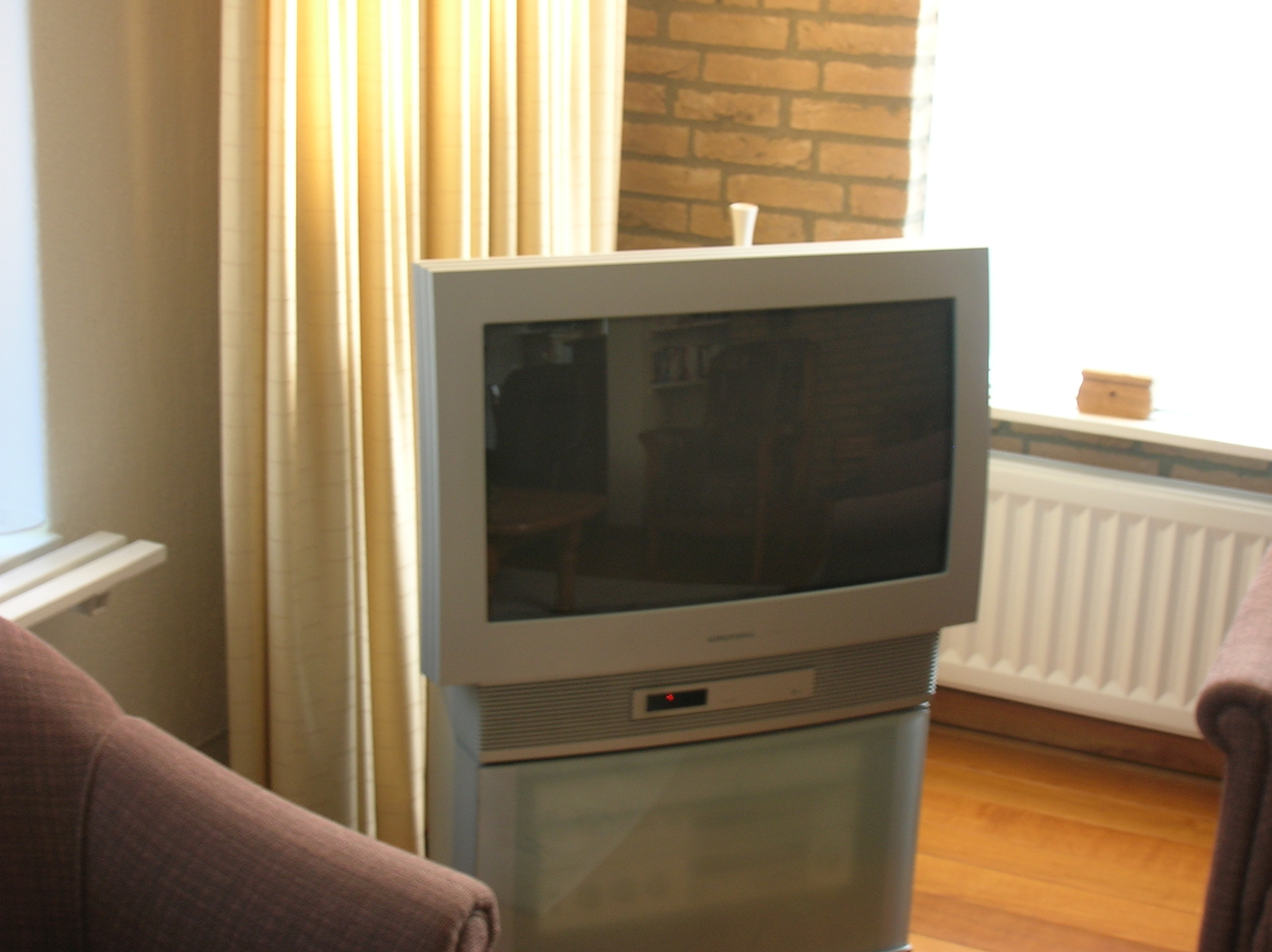
Een breedbeeld-televisie

De eerste televisietoestellen hadden een verhouding (aspect ratio) van 4:3, wat wil zeggen dat het televisiebeeld 4 eenheden breed en 3 eenheden hoog is. Rond 1950 werd het breedbeeldformaat voor film geïntroduceerd. Op een standaardtelevisie met beeldverhouding 4:3 kon het breedbeeldformaat van een speelfilm niet goed afgebeeld worden, omdat die een veel wijder beeld heeft. Voor het vertonen van een film op televisie werd meestal ingezoomd op het datgene in die scène het belangrijkste element was (pan en scan), waardoor een deel van het beeld verloren ging; sommige films waren daarentegen al op 4:3-formaat gedraaid en in de bioscoop juist versmald tot breedbeeld (open matte). Vanaf ongeveer 1992 begon Philips met breedbeeldtelevisie met een verhouding van 16:9.

### Uitzendingen in Nederland
Nederland stapte pas laat over op het breedbeeldformaat. In 2005 was het merendeel van de televisie-uitzendingen op de Nederlandse televisie nog in het 4:3-formaat. Pas sinds 2007 zendt de meerderheid van de Nederlandse tv-zenders in breedbeeld uit; de commerciële zenders en de NOS stapten toen over op dit formaat. Daarvoor werden slechts enkele programma's in het breedbeeldformaat uitgezonden. Netwerk, De Wereld Draait Door en Man bijt Hond behoorden tot de eerste programma's die in breedbeeld werden uitgezonden. Voor de commerciële zenders geldt dat anamorf breedbeeld alleen via digitale televisie waaronder ook CanalDigitaal te ontvangen is, de zenders van de publieke omroep zenden ook op de kabel in anamorf breedbeeld uit.
De publieke omroepen van België en Groot-Brittannië begonnen veel eerder met het breedbeeldformaat. In België is zelfs een wettelijk minimum vastgesteld, ongeveer 90% tot 95% moet in breedbeeld worden uitgezonden.

### Publieke omroep
Sommige omroepen zenden meer uit in breedbeeld dan andere. De NCRV, EO, BNN, AVRO en NTR zenden relatief veel, zo niet alles uit in breedbeeld.
De VARA, KRO, VPRO, IKON en de TROS doen dit steeds meer.
De NOS was hekkensluiter op dit gebied. Zij zond al haar programma's, op enkele evenementen na, nog in 4:3 uit, sinds zondag 16 september 2007 (16/9 = 16:9 = breedbeeldformaat) is hier een eind aangekomen. Vanaf die datum zendt de NOS al haar programma's in het breedbeeldformaat uit.

### Commerciële zenders
De commerciële zenders in Nederland begonnen later met het incidenteel uitzenden in het breedbeeldformaat. Sinds 1 juni 2007 zenden alle landelijke commerciële omroepen van Nederland uit in écht breedbeeld. Vanaf deze datum wordt een WSS-puls meegestuurd waardoor breedbeeldtelevisies automatisch omschakelen naar de breedbeeld-stand. Vanaf deze datum worden ook kijkcijfertoppers als Goede Tijden Slechte Tijden en Hart van Nederland in breedbeeld uitgezonden. Bovendien worden alle leaders en reclames van deze zenders in het breedbeeldformaat weergegeven. De nieuwsprogramma's van RTL Nederland gingen op maandag 6 augustus 2007 over naar het nieuwe formaat. Dit tezamen met de nieuwe vormgeving die werd doorgevoerd.
Nieuwere programma's als Idols werden voor juni 2007 ook in 4:3 uitgezonden, maar zijn real time omgezet van 16:9 naar 4:3 letterbox.

### Aangekochte programma's
Veel aangekochte programma's zijn opgenomen in 16:9-verhouding, maar de omroepen plaatsen vaak, na conversie naar 4:3-letterbox, hun logo en de ondertiteling boven en onder het beeld door de zwarte balken, waardoor het effect vermindert en een breedbeeld tv bezitter er niet veel aan heeft. Dit is goed te zien bij een zender als MTV. De videoclips die worden uitgezonden zijn in breedbeeld opgenomen, maar de uitzendingen van de zender is in 4:3. Bij 16:9 zijn de zwarte balken geen onderdeel van het signaal, maar bij 4:3 zijn de zwarte balken wel een onderdeel. Dit noemt men 4:3-letterbox.

### Oude programma's
Oude programma's worden meestal nog in 4:3 uitgezonden. Een voorbeeld daarvan is de Fabeltjeskrant, dat op RTL 8 is te bekijken. Het compilatieprogramma Van Duin op z'n best wordt echter volledig in breedbeeld uitgezonden, inclusief de oude fragmenten uit de jaren tachtig en negentig. Deze worden dan in het formaat 16:9 ingepast, zodat een gedeelte van de boven- en onderkant van het beeld niet te zien is.

## Breedbeeldtelevisies in Nederland
Eind 2013 had ongeveer 75% van de Nederlandse huishoudens een breedbeeldtelevisie, in 2005 was dit nog 50%, In 2002 ongeveer 20% en in 2003 zo'n 30%. Het bezit van breedbeeld televisies is inmiddels een standaard geworden.
De eerste breedbeeldtelevisies kwamen begin jaren negentig op de markt. De opkomst van de dvd en platte televisies (tft, lcd en plasmaschermen) hebben gezorgd voor de uiteindelijke doorbraak.
Alleen al in het WK evenementenjaar van 2006 werden er meer dan 900.000 breedbeeldtoestelen (bron GfK, Amstelveen) verkocht.

## Breedbeeld op videocamera's
Veel nieuwe videocamera's hebben de optie om op te nemen in het 16:9-breedbeeldformaat. Vooral bij de goedkopere modellen gaat het hier om een softwarematig verkregen quasi-breedbeeld. Dat wil zeggen dat de camera het beeld opneemt in het standaard 4:3 formaat, maar in de camera een strook beeld aan de boven- en onderkant weggesneden wordt. Hierdoor ontstaat een video-opname die er min of meer uitziet als een breedbeeldopname. Softwarematig breedbeeld heeft echter weinig zin om te gebruiken, er worden alleen maar beeldpunten weggegooid. Duurdere camera's hebben software die de beschikbare pixels samendrukken tot 16:9.